# Bancar (Bungkal)
Bancar is een bestuurslaag in het regentschap Ponorogo van de provincie Oost-Java, Indonesië. Bancar telt 2848 inwoners (volkstelling 2010).